# HMS Essington (K353)
«Ессінгтон» (англ. HMS Essington (K353) — військовий корабель, фрегат типу «Кептен» Королівського військово-морського флоту Великої Британії за часів Другої світової війни.
Фрегат «Ессінгтон» був закладений 15 березня 1943 року на верфі американської компанії Bethlehem Hingham Shipyard у Гінгемі, як ескортний міноносець Essington (DE 67). 19 червня 1943 року він був спущений на воду, а 7 вересня 1943 року відразу увійшов до складу Королівських ВМС Великої Британії.

## Історія служби
На початку січня 1944 року «Ессінгтон» був призначений до складу спеціальної корабельної групи. Разом з іншими кораблями своєї ескортної групи («Блеквуд», «Дакворт», «Дометт» та «Кук») він вирушив з Белфаста до Скапа-Флоу на Оркнейських островах. 5 січня 1944 року кораблі вийшли зі Скапа-Флоу як частина ескорту для оперативної групи, яка переводилася до британського Східного флоту в Коломбо, Цейлон, і складалася з лінійних кораблів «Веліант» та «Квін Елизабет», лінійного крейсера «Рінаун» і авіаносців «Ілластріас» та «Унікорн». Кораблі прибули до Гібралтару 7 січня 1944 року після важкого переходу, потім продовжили рух через Середземне море до Суецького каналу, прибувши до Суеца 12 січня 1944 року. Там «Ессінгтон» та інші кораблі 3-ї ескортної групи припинили супровід і вирушили назад до Британських островів.
29 червня група відслідкувала напад бомбардувальника «Ліберейтор» на підводний човен у протоці Ла-Манш на захід від Гернсі. Унаслідок пошуку «Дакворт» та кораблі групи «Ессінгтон», «Дометт» і «Кук» знайшли та знищили U-988, що стало їх першим успіхом.
30 червня 1944 року німецький підводний човен U-441 був виявлений західніше Гернсі. В результаті атаки глибинними бомбами британських бомбардувальника «Ліберейтора» та фрегатів «Ессінгтон», «Дакворт», «Дометт» та «Кук» німецька субмарина була потоплена.
14 серпня приєднався до атаки британського «Ліберейтора» на U-618 в Біскайській затоці, на захід від Сент-Назера. «Дакворт» і «Ессінгтон» провели серію атак та знищили U-618.